# Proechimys roberti
Proechimys roberti är en däggdjursart som beskrevs av Thomas 1904. Proechimys roberti ingår i släktet Proechimys och familjen lansråttor. Inga underarter finns listade i Catalogue of Life.
Denna gnagare förekommer i nordöstra Brasilien söder om Amazonflodens mynning och fram till centrala Brasilien. Den lever i låglandet och i bergstrakter upp till 1000 meter över havet. Arten vistas i galleriskogar och i andra skogar som sällan översvämmas. I savannlandskapet Cerradon hittas Proechimys roberti vid trädgrupper. Antagligen föredrar den områden med palmen Attalea speciosa.